# Torsten Rossmann (Geowissenschaftler)
Torsten Rossmann (* 8. Juni 1966 in Jugenheim) ist ein deutscher Geowissenschaftler.

## Leben
Rossmann studierte in Darmstadt Maschinenbau, Biologie und Geowissenschaften und promovierte 1996 an der Universität Mainz. Nach Beschäftigungen in Tübingen, Halle (Saale) und Bristol leitete er das Bionik-Zentrum der Universität Darmstadt. 2008 veröffentlichte er gemeinsam mit Cameron Tropea ein Handbuch zur Bionik. Des Weiteren veröffentlichte er mehrere Artikel bei der Studiengemeinschaft Wort und Wissen e.V., einem Zusammenschluss von Christen aus vorwiegend wissenschaftlichen Berufen, die vor allem die biblische Schöpfungslehre vertritt. Seit 2005 ist er als Ministerialbeamter beim hessisches Wissenschaftsministerium tätig. Rossmann wohnt in Darmstadt-Eberstadt und wurde 2006 in die Darmstädter Stadtverordnetenversammlung gewählt.
Im Februar 2012 legte Rossmann sein Mandat nieder, nachdem in seinem Wohnhaus über 23.000 gestohlene antiquarische Schriften aus Bibliotheksbeständen sowie 1000 aus Museen gestohlene Fossilien sichergestellt worden waren, darunter Bücher aus der Fürstlich Waldeckischen Hofbibliothek in Bad Arolsen. Der Gesamtwert des Diebesgutes wurde auf mehrere Millionen Euro geschätzt.
Im Juni 2015 wurde er ohne mündliche Verhandlung vom Amtsgericht Korbach zu 11 Monaten Haftstrafe auf Bewährung sowie einer Geldstrafe von 5.000 Euro verurteilt. Zuvor hatte ein medizinischer Sachverständiger ihn für verhandlungsunfähig erklärt.

## Schriften
- mit Cameron Tropea: Bionik: Aktuelle Forschungsergebnisse in Natur-, Ingenieur- und Geisteswissenschaft, Springer, Berlin 2005, ISBN 3-540-21890-4
- Eidechsen und Doppelschleichen der Vorzeit, Hohenwarsleben: Westarp-Wiss., 2001, ISBN 3894329017 (Status: in Vorbereitung seit 2001, daher ist zweifelhaft, ob dieses Buch je erscheinen wird!)
- Skelettanatomische Beschreibung von Pristichampus rollinatii (Gray) (Crocodilia, Eusuchia) aus dem Paläogen von Europa, Nordamerika und Ostasien, Senckenbergische Naturforschende Ges., Frankfurt am Main 2000. Diss. Univ. Mainz 1996
- Vollständig erhaltene "Iguaniden", cf. Geiseltaliellus longicaudus Kuhn, 1944 ("Reptilia": SQUAMATA) aus dem Mitteleozän der Grube Messel bei Darmstadt, Dipl. TU Darmstadt, 1992